# شووآ
شووا (به انگلیسی: Shua) یک منطقه مسکونی در جمهوری آذربایجان است که در شهرستان آستارا واقع شده است.